# Lapeyrouse-Fossat
Lapeyrouse-Fossat este o comună în departamentul Haute-Garonne din sudul Franței. În 2009 avea o populație de 2.642 de locuitori.

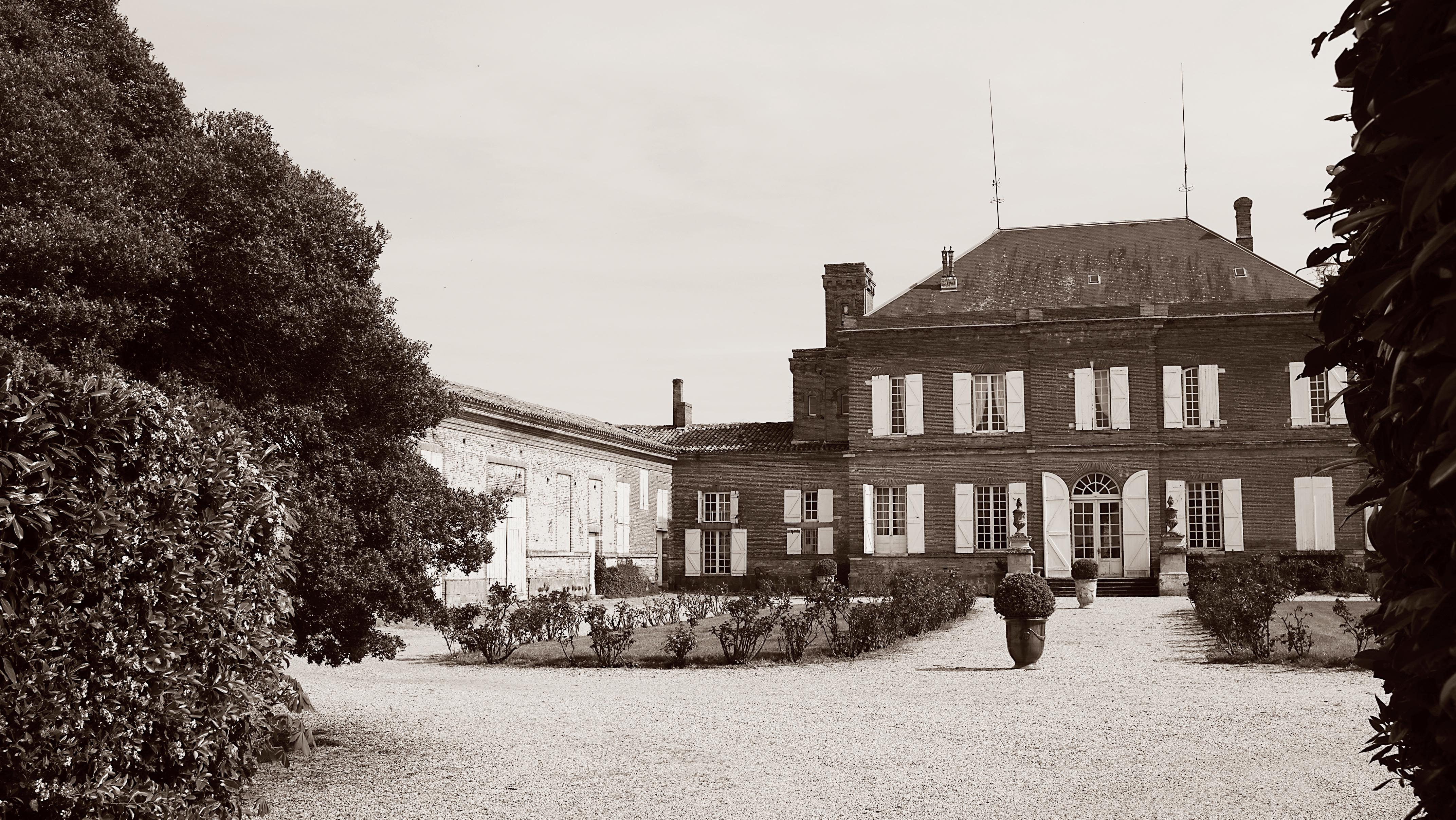

## Evoluția populației
| An        | 1975 | 1982  | 1990  | 1999  | 2006  | 2009  |
| --------- | ---- | ----- | ----- | ----- | ----- | ----- |
| Populație | 894  | 1.295 | 1.596 | 2.056 | 2.500 | 2.642 |